# Campionati del mondo di atletica leggera 2022 - 200 metri piani maschili
La specialità dei 200 metri piani maschili dei campionati del mondo di atletica leggera 2022 si è svolta tra il 18 e il 21 luglio all'Hayward Field di Eugene, negli Stati Uniti d'America.

## Podio
| Pos.    | Atleta           | Nazionalità | Tempo |
| ------- | ---------------- | ----------- | ----- |
| Oro     | Noah Lyles       | Stati Uniti | 19"31 |
| Argento | Kenneth Bednarek | Stati Uniti | 19"77 |
| Bronzo  | Erriyon Knighton | Stati Uniti | 19"80 |

## Situazione pre-gara

### Record
Prima di questa competizione, il record del mondo (RM) e il record dei campionati (RC) erano i seguenti.
| Record                | Prestazione | Atleta              | Data                             | Competizione  |
| --------------------- | ----------- | ------------------- | -------------------------------- | ------------- |
| Record mondiale       | 19"19       | Usain Bolt Giamaica | 20 agosto 2009 Berlino, Germania | Mondiali 2009 |
| Record dei campionati | 19"19       | Usain Bolt Giamaica | 20 agosto 2009 Berlino, Germania | Mondiali 2009 |

### Campioni in carica
I campioni in carica a livello mondiale e olimpico erano:
| Campione | Atleta                 | Prestazione | Data                          | Competizione         |
| -------- | ---------------------- | ----------- | ----------------------------- | -------------------- |
| Olimpico | Andre De Grasse Canada | 19"62       | 4 agosto 2021 Tokyo, Giappone | Giochi olimpici 2021 |
| Mondiale | Noah Lyles Stati Uniti | 19"83       | 1 ottobre 2019 Doha, Qatar    | Mondiali 2019        |

### La stagione
Prima di questa gara, gli atleti con le migliori tre prestazioni dell'anno erano:
| Pos. | Atleta                       | Prestazione | Data                                              |
| ---- | ---------------------------- | ----------- | ------------------------------------------------- |
| 1    | Erriyon Knighton Stati Uniti | 19"49       | 24 giugno 2022 Baton Rouge, Stati Uniti d'America |
| 2    | Noah Lyles Stati Uniti       | 19"61       | 12 giugno 2022 New York, Stati Uniti d'America    |
| 3    | Reynier Mena Cuba            | 19"63       | 3 luglio 2022 La Chaux-de-Fonds, Svizzera         |

## Risultati

### Batterie
I primi 3 di ogni batteria (Q) e i 3 tempi migliori tra gli esclusi (q) si qualificano alle semifinali.
| Pos. | Batteria | Atleta                   | Nazionalità        | Tempo | Note                                     |
| ---- | -------- | ------------------------ | ------------------ | ----- | ---------------------------------------- |
| 1    | 7        | Noah Lyles               | Stati Uniti        | 19"98 | Q                                        |
| 2    | 4        | Alexander Ogando         | Rep. Dominicana    | 20"01 | Q                                        |
| 2    | 3        | Erriyon Knighton         | Stati Uniti        | 20"01 | Q                                        |
| 4    | 3        | Luxolo Adams             | Sudafrica          | 20"10 | Q                                        |
| 5    | 3        | Nethaneel Mitchell-Blake | Gran Bretagna      | 20"11 | Q                                        |
| 6    | 1        | Joseph Fahnbulleh        | Liberia            | 20"12 | Q                                        |
| 7    | 3        | Yancarlos Martínez       | Rep. Dominicana    | 20"13 | q                                        |
| 8    | 5        | Fred Kerley              | Stati Uniti        | 20"17 | Q                                        |
| 9    | 6        | Filippo Tortu            | Italia             | 20"18 | Q                                        |
| 10   | 1        | Koki Ueyama              | Giappone           | 20"26 | Q                                        |
| 11   | 5        | Sinesipho Dambile        | Sudafrica          | 20"29 | Q                                        |
| 12   | 7        | Rasheed Dwyer            | Giamaica           | 20"29 | Q                                        |
| 13   | 1        | Jerome Blake             | Canada             | 20"30 | Q                                        |
| 14   | 7        | Xie Zhenye               | Cina               | 20"30 | Q                                        |
| 15   | 1        | Joe Ferguson             | Gran Bretagna      | 20"33 | q                                        |
| 16   | 5        | Udodi Onwuzurike         | Nigeria            | 20"34 | Q                                        |
| 17   | 2        | Jereem Richards          | Trinidad e Tobago  | 20"35 | Q                                        |
| 18   | 4        | Kenny Bednarek           | Stati Uniti        | 20"35 | Q                                        |
| 19   | 5        | Yohan Blake              | Giamaica           | 20"35 | q                                        |
| 20   | 1        | Joseph Amoah             | Ghana              | 20"40 | Miglior prestazione personale stagionale |
| 21   | 6        | Guy Maganga Gorra        | Gabon              | 20"44 | Q                                        |
| 22   | 4        | Tarsis Orogot            | Uganda             | 20"44 | Q                                        |
| 23   | 6        | Calab Law                | Australia          | 20"50 | Q                                        |
| 24   | 7        | Owen Ansah               | Germania           | 20"52 |                                          |
| 25   | 7        | Eric Harrison Jr.        | Trinidad e Tobago  | 20"54 |                                          |
| 26   | 3        | Akeem Bloomfield         | Giamaica           | 20"56 |                                          |
| 27   | 2        | Aaron Brown              | Canada             | 20"60 | Q                                        |
| 28   | 6        | Adam Gemili              | Gran Bretagna      | 20"60 |                                          |
| 29   | 3        | Sibusiso Matsenjwa       | eSwatini           | 20"60 |                                          |
| 30   | 4        | Fausto Desalu            | Italia             | 20"63 |                                          |
| 31   | 7        | Lucas Vilar              | Brasile            | 20"65 | Miglior prestazione personale stagionale |
| 32   | 5        | William Reais            | Svizzera           | 20"71 | Miglior prestazione personale stagionale |
| 33   | 2        | Shota Iizuka             | Giappone           | 20"72 | Q                                        |
| 34   | 3        | Tinotenda Matiyenga      | Zimbabwe           | 20"72 |                                          |
| 35   | 7        | Jan Jirka                | Rep. Ceca          | 20"73 |                                          |
| 36   | 5        | Aidan Murphy             | Australia          | 20"75 |                                          |
| 37   | 2        | Shaun Maswanganyi        | Sudafrica          | 20"79 |                                          |
| 38   | 2        | Simon Hansen             | Danimarca          | 20"80 |                                          |
| 39   | 2        | Shainer Rengifo Montoya  | Cuba               | 20"80 |                                          |
| 40   | 4        | Mouhamadou Fall          | Francia            | 20"83 |                                          |
| 41   | 1        | Lucas Rodrigues da Silva | Brasile            | 20"90 |                                          |
| 42   | 4        | Hachim Maaroufou         | Comore             | 20"91 |                                          |
| 43   | 2        | Joseph Green             | Guam               | 22"04 |                                          |
| 44   | 6        | Alonso Edward            | Panama             | 22"08 |                                          |
|      | 4        | Marcos Santos            | Angola             | dq    |                                          |
|      | 1        | Terrence Talio           | Papua Nuova Guinea | dq    |                                          |

### Semifinali
I primi 2 di ogni semifinale (Q) e i 2 tempi migliori tra gli esclusi (q) si qualificano alla finale.
| Pos. | Batteria | Atleta                   | Nazionalità       | Tempo | Note                                     |
| ---- | -------- | ------------------------ | ----------------- | ----- | ---------------------------------------- |
| 1    | 2        | Noah Lyles               | Stati Uniti       | 19"62 | Q                                        |
| 2    | 3        | Erriyon Knighton         | Stati Uniti       | 19"77 | Q                                        |
| 3    | 2        | Kenny Bednarek           | Stati Uniti       | 19"84 | Q                                        |
| 4    | 2        | Jereem Richards          | Trinidad e Tobago | 19"86 | q                                        |
| 5    | 1        | Alexander Ogando         | Rep. Dominicana   | 19"91 | Q                                        |
| 6    | 1        | Joseph Fahnbulleh        | Liberia           | 19"92 | Q                                        |
| 7    | 2        | Luxolo Adams             | Sudafrica         | 20"09 | q                                        |
| 8    | 3        | Aaron Brown              | Canada            | 20"10 | Q                                        |
| 9    | 3        | Filippo Tortu            | Italia            | 20"10 | Miglior prestazione personale            |
| 10   | 3        | Yancarlos Martínez       | Rep. Dominicana   | 20"21 | Miglior prestazione personale stagionale |
| 11   | 1        | Jerome Blake             | Canada            | 20"29 |                                          |
| 12   | 1        | Nethaneel Mitchell-Blake | Regno Unito       | 20"30 |                                          |
| 13   | 2        | Tarsis Orogot            | Uganda            | 20"35 |                                          |
| 14   | 2        | Udodi Onwuzurike         | Nigeria           | 20"39 |                                          |
| 15   | 3        | Xie Zhenye               | Cina              | 20"41 |                                          |
| 16   | 1        | Sinesipho Dambile        | Sudafrica         | 20"47 |                                          |
| 17   | 3        | Koki Ueyama              | Giappone          | 20"48 |                                          |
| 18   | 2        | Joe Ferguson             | Regno Unito       | 20"52 |                                          |
| 19   | 2        | Guy Maganga Gorra        | Gabon             | 20"65 |                                          |
| 20   | 1        | Fred Kerley              | Stati Uniti       | 20"68 |                                          |
| 21   | 3        | Calab Law                | Australia         | 20"72 |                                          |
| 22   | 1        | Shota Iizuka             | Giappone          | 20"77 |                                          |
| 23   | 3        | Rasheed Dwyer            | Giamaica          | 20"87 |                                          |
|      | 1        | Yohan Blake              | Giamaica          | dns   |                                          |

### Finale
| Pos.    | Corsia | Atleta            | Nazionalità       | Tempo | Note                                                       |
| ------- | ------ | ----------------- | ----------------- | ----- | ---------------------------------------------------------- |
| Oro     | 6      | Noah Lyles        | Stati Uniti       | 19"31 | Record nazionale · Miglior prestazione mondiale stagionale |
| Argento | 5      | Kenny Bednarek    | Stati Uniti       | 19"77 | Miglior prestazione personale stagionale                   |
| Bronzo  | 3      | Erriyon Knighton  | Stati Uniti       | 19"80 |                                                            |
| 4       | 7      | Joseph Fahnbulleh | Liberia           | 19"84 |                                                            |
| 5       | 4      | Alexander Ogando  | Rep. Dominicana   | 19"93 |                                                            |
| 6       | 2      | Jereem Richards   | Trinidad e Tobago | 20"08 |                                                            |
| 7       | 8      | Aaron Brown       | Canada            | 20"18 |                                                            |
| 8       | 1      | Luxolo Adams      | Sudafrica         | 20"47 |                                                            |